# Pindsvineknop
Pindsvineknop (Sparganium) er en slægt i Dunhammer-familien med ca. 15 arter, som er udbredt i de tempererede egne på den nordlige halvkugle. Nogle arter er cirkumpolare. Desuden findes enkelte arter i Nordamerika, Østasien, New Zealand og Australien. Det er vand- eller sumpplanter med vandret krybende stængler, der kan udvikle tætte bestande på vedvarende fugtige områder. De overjordiske stængler er oprette eller nedliggende og runde i tværsnit. Bladene ligner blade fra Star, men blomsterstanden er ganske anderledes. Den sidder endestillet på et særligt, forgrenet skud, og den er sammensat af kugleformede hoveder med udelukkende hanlige eller hunlige blomster. Frugterne er ligeledes samlet i kugleformede stande, hvor nøddernes udadvendende spidser betyder, at hele standen bliver pigget.
NB. Alle arterne kan danne blade nedsænket under vand eller flydende i overfladen. Disse blade har et helt andet udseende end de normale blade.
| Beskrevne arter |

- Enkelt pindsvineknop (Sparganium emersum)
- Grenet pindsvineknop (Sparganium erectum)
- Smalbladet pindsvineknop (Sparganium angustifolium)
- Spæd pindsvineknop (Sparganium natans)

| Andre arter |

- Sparganium americanum
- Sparganium androcladum
- Sparganium eurycarpum
- Sparganium simplex
- Sparganium stenophyllum